# Domptail-en-l'Air
Domptail-en-l'Air är en kommun i departementet Meurthe-et-Moselle i regionen Grand Est (tidigare regionen Lorraine) i nordöstra Frankrike. Kommunen ligger i kantonen Bayon som tillhör arrondissementet Lunéville. År 2022 hade Domptail-en-l'Air 70 invånare.

## Befolkningsutveckling
Antalet invånare i kommunen Domptail-en-l'Air
| Referens: INSEE |